# Zorzines takahashii
Zorzines takahashii är en fjärilsart som beskrevs av Inoue 1982. Zorzines takahashii ingår i släktet Zorzines och familjen nattflyn. Inga underarter finns listade i Catalogue of Life.